# 陈集镇 (固始县)
陈集镇为中国河南省固始县下辖的一个镇，因陈氏聚居得名。2008年，被列为河南省第三批历史文化名镇。辖区面积103平方公里，人口5.4万。境内有石英石、大理石等矿产。

## 行政区划
陈集乡辖1个社区居委会、21个行政村：
- 居委会：元光社区
- 村：鲍店、夏庙、樊庙、华岗、康店、双碑、桅杆、泉河、董桥、朱集、河山、吴土楼、高房、大王、联塘、胡家楼、杨庄子、藏集、陈集、椿店、八店。

## 文物古迹

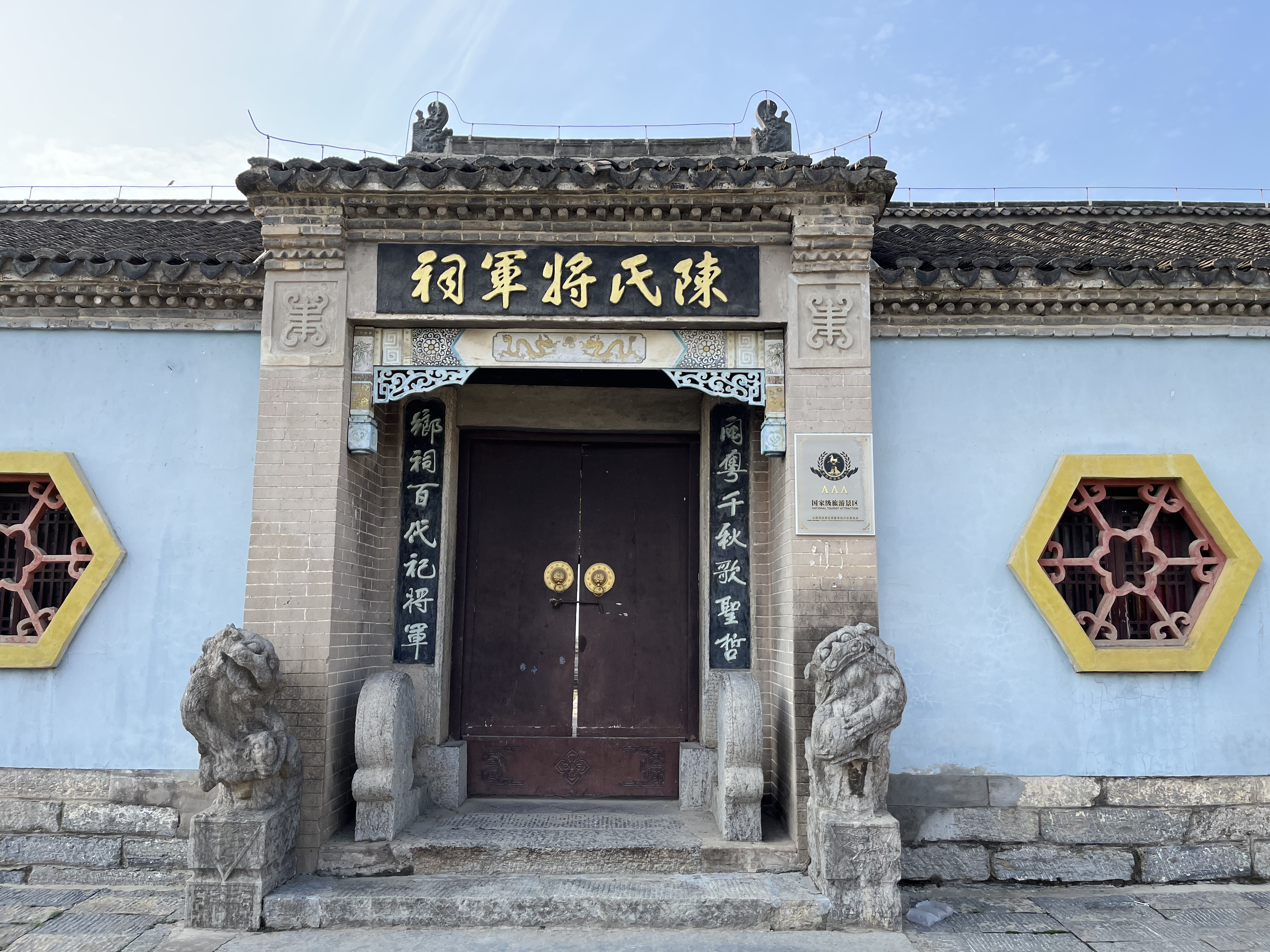
位于陈集镇街道的陈氏将军祠

- 陈氏将军祠——全国重点文物保护单位